# قوة الحجاز الاستكشافية
كانت قوة الحجاز الاستكشافية (بالتركية: Hicaz Kuvve-i Seferiyesi) ضمن الدولة العلية العثمانية واحدة من القوات الاستطلاعية للجيش العثماني. وكان قائدها سلطة قائد الجيش. تم تشكيلها خلال الحرب العالمية الأولى للدفاع عن المدينة المنورة (الموجودة في المنطقة المعروفة باسم الحجاز).
تم تعيين فخر الدين باشا كقائد قوة الحجاز الاستكشافية في 17 يوليو 1916. الوحدة الرئيسية لهذه القوة هي حامية المدينة نفسها. وتألفت قوة الحجاز الاستكشافية من 14000 رجل بحلول خريف عام 1916.

## تاريخ
كانت قوات الحملة الاستكشافية التابعة لقوات الإمبراطورية العثمانية واحدة من قوات الحملة الاستكشافية التابعة للجيش العثماني. فقد تشكلت الوحدة خلال الحرب العالمية الأولى لحماية المدينة المنورة بالأساس. ففي يونيو 1916، تمرد شريف مكة الحسين بن علي ضد الدولة العثمانية، وخطط بمساعدة الوفاق الثلاثي لإنشاء دولة عربية. في 17 يوليو 1916، تم تعيين فخري باشا قائداً لقوات حجاز الاستكشافية. الوحدة الرئيسية لهذه القوة كانت حامية المدينة نفسها، فقد كانت عليها أن تواجه قوات حسين بن علي (حوالي 50000 شخص وأقل من 10000 بندقية). في أكتوبر 1916 ، حاول العرب اقتحام المدينة، ولكن تم صد الاقتحام من قبل الحامية العثمانية التي أعدت موقعاً دفاعياً جيداً، بينما لم يكن لدى قوات الشريف حسين مدفعية. وقد دام الحصار أكثر من عامين.

## التشكيل
في عام 1916، تم تشكيل قوة الحجاز الاستكشافية على النحو التالي:
- مقر قيادة قوة الحجاز (المدينة المنورة، القائد: فخر الدين باشا).
- فوج الجمال الأول.
- الفوج الأول للمتطوعين.
- بطاريات المدفعية الميدانية.
- وحدات الإشارة.
- عناصر الدعم الطبي واللوجستي.